# Stavební sklo

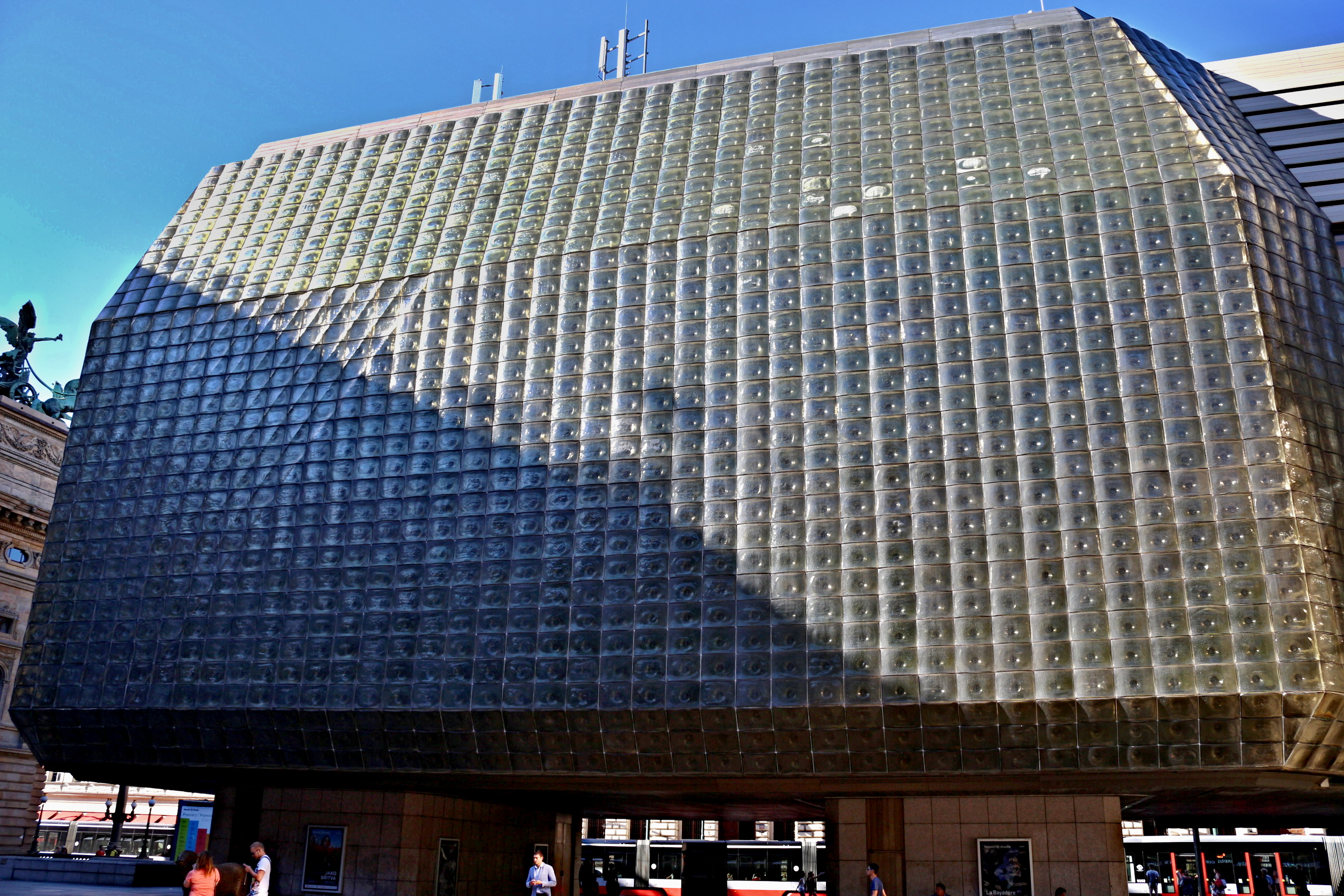
Příklad využití skleněného obkladového materiálu

Stavební sklo je materiál používaný ve stavebnictví. Řadí se mezi silikátové hmoty, jejichž hlavní složku tvoří křemík (silicium, zn. Si). Někdy kolem roku 100 př. Kr. se našly nové způsoby výroby a využití skla ve stavebnictví. Od 20. století se sklo využívá ve stavebnictví jako výrazný architektonický článek pro zasklívání otvorů oken a dveří, různých předělů, stěn, galerií, balkónů, schodišť, vitrín a obkladů.
Ve stavebnictví se nejčastěji používá kromě kompaktního skla také sklo technické, které vyniká tepelně izolačními vlastnostmi.
Běžně se používá ploché válcované sklo drátové nebo opakní. Výbornou pevnost, nehořlavost a vodotěsnost zajišťuje sklo pěnové. Další variantou je tažené ploché sklo s různou povrchovou úpravou: matovou, ledovou, zrcadlovou, determální. Mezi nejmodernější druhy skel patří bezpečnostní vrstvená s litou fólií a skleněné obklady.